# 2019冠狀病毒病澳門疫情相關爭議
2019冠狀病毒病澳門疫情相關爭議，介紹在2019冠狀病毒病澳門疫情中，在澳門發生的相關爭議。